# Wasserkraftwerk Haag
Das Wasserkraftwerk Haag ist ein Laufwasserkraftwerk bei Haag an der Amper im oberbayerischen Landkreis Freising.
Das 1923 erbaute Kraftwerk liegt an einem Seitenkanal der Amper. Dieser wird westlich von Zolling ausgeleitet und verläuft nördlich des Flusses. Etwa zwei Kilometer nach dem Kraftwerk mündet der Kanal wieder in den Fluss. Heute versorgt der Kanal auch das Kraftwerk Zolling mit Kühlwasser. Wenige hundert Meter östlich des Kraftwerks überquert die Bahnstrecke Langenbach–Enzelhausen sowohl Fluss als auch Kanal. Das von Uniper betriebene Kraftwerk hat eine Leistung von 4,1 MW.

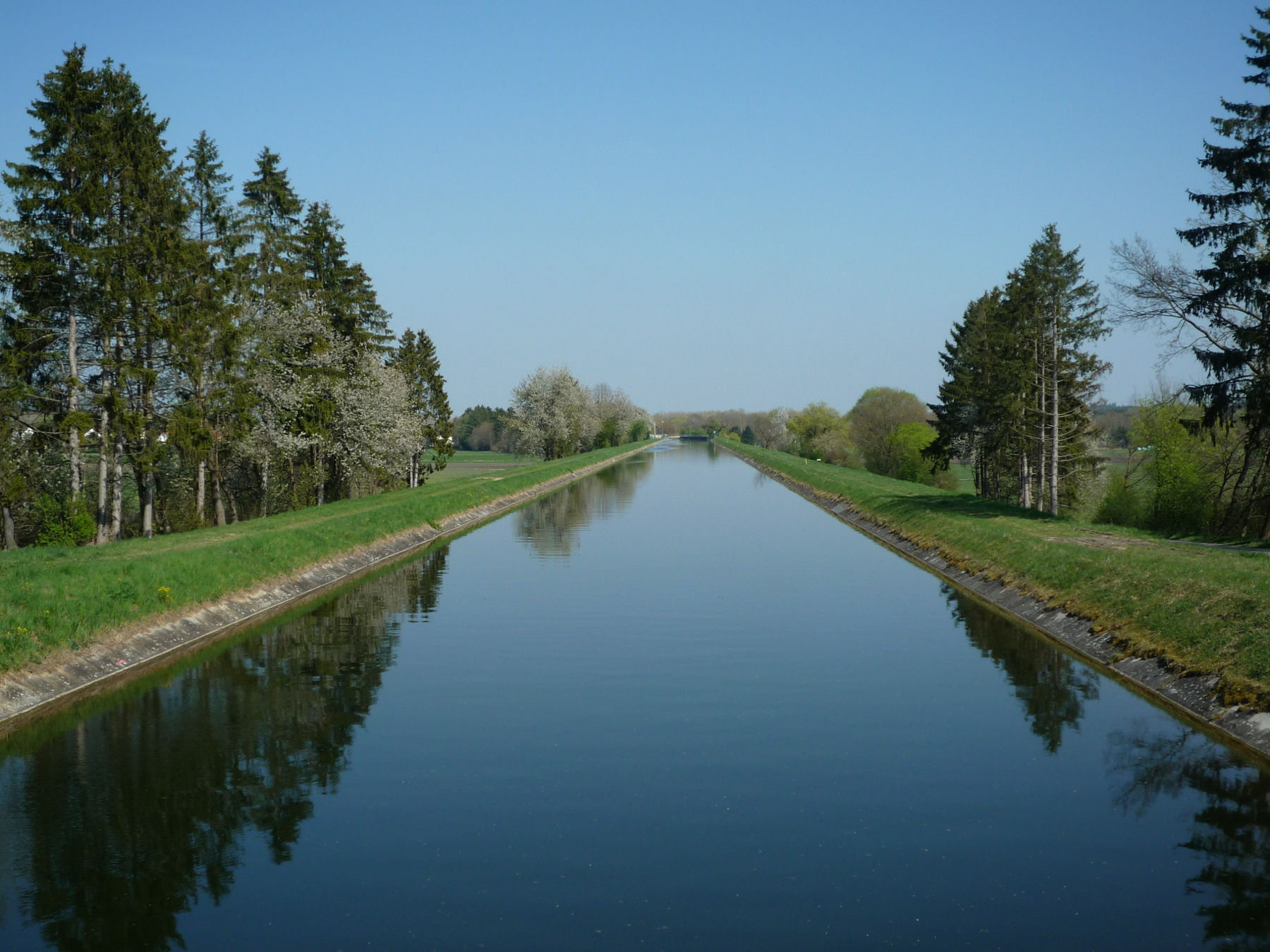
Amperkanal kurz vor dem Kraftwerk
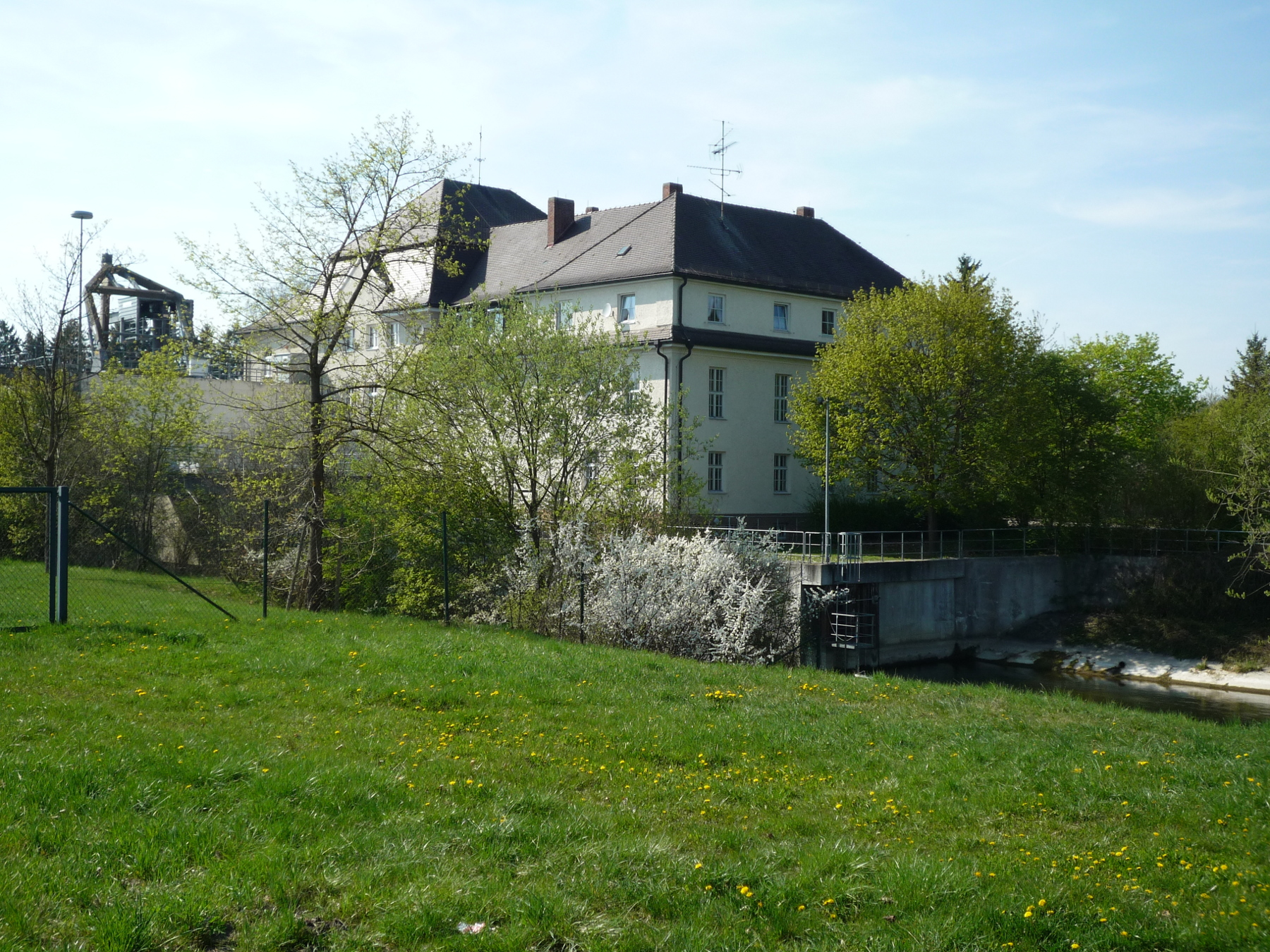
Südostseite des Kraftwerksgebäudes
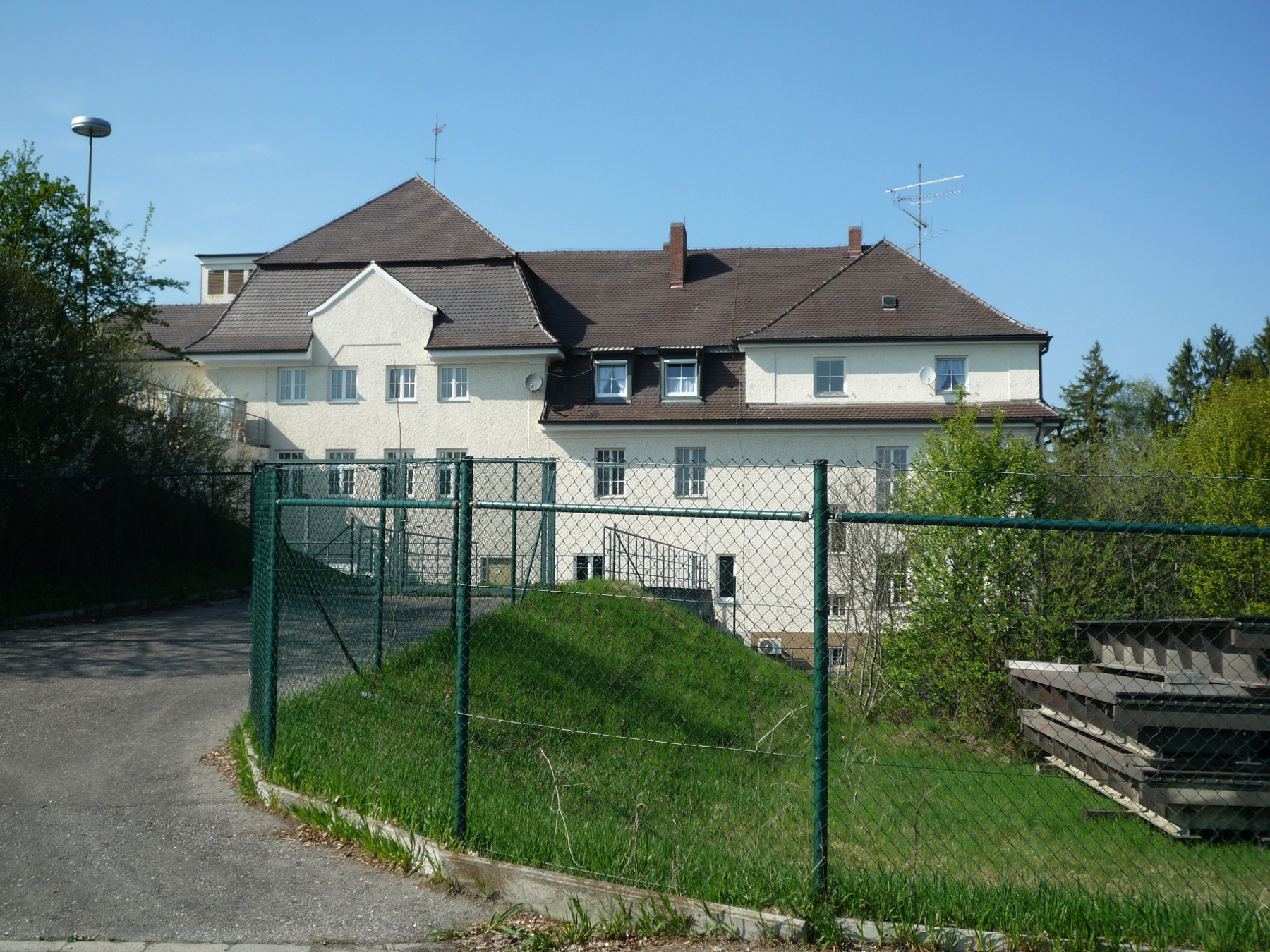
Kraftwerk von Süden
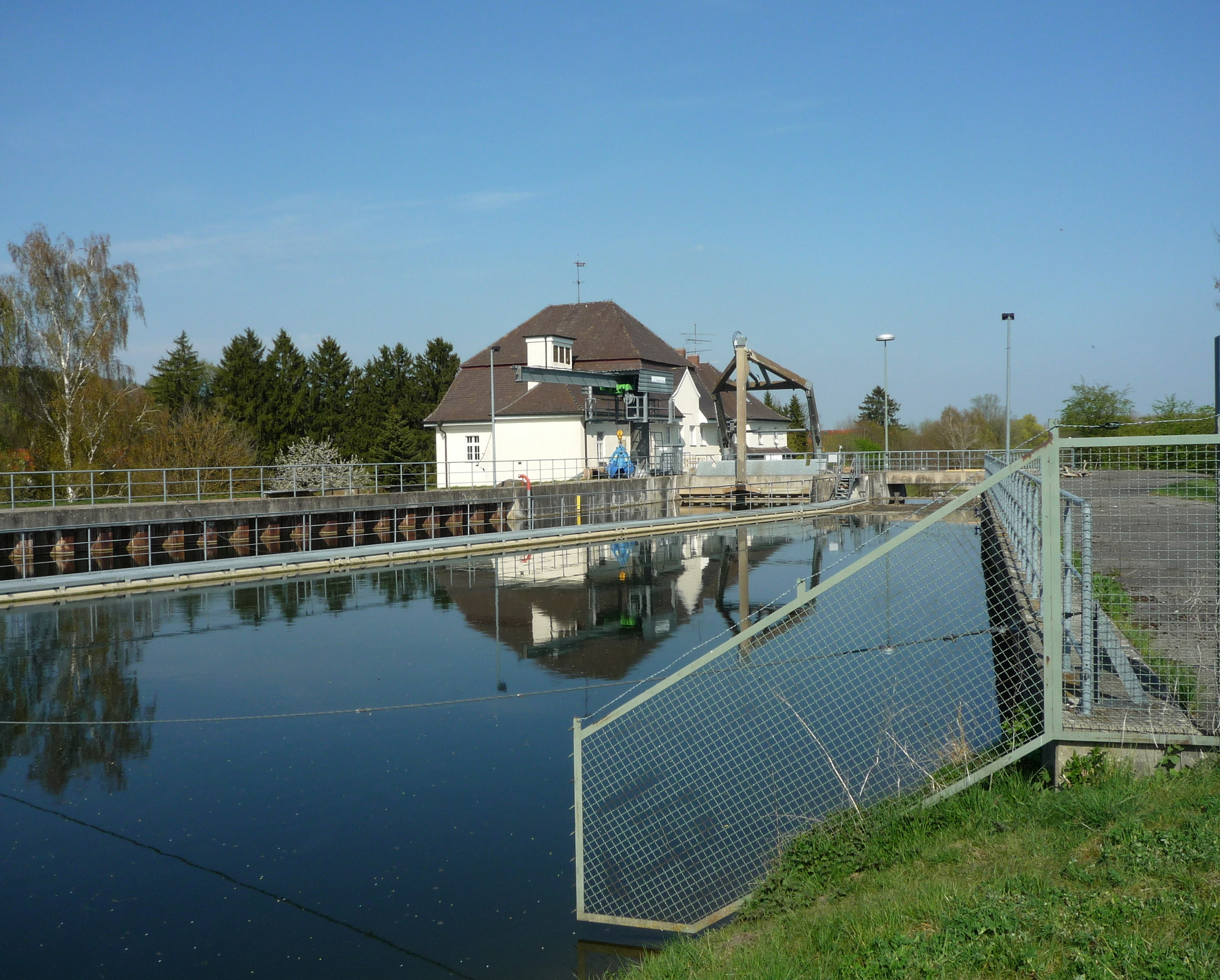
Oberwasser des Kraftwerks